# Tutti Salvi x Natale
Tutti Salvi x Natale è il settimo album in studio - ottavo complessivo - di Francesco Salvi, pubblicato nel 1997-1998.
Si tratta di una raccolta di brani natalizi per bambini, regolarmente distribuita da Fuego Distribution Company, anche se in pochi esemplari, nel periodo natalizio del 97.

## Tracce
1. Omaggio a Lupo Alberto
2. Natale arriverà domani
3. Lo struzzo
4. L'elefante trasparente
5. Pino
6. Ninna na nanna
7. I 3 re magri
8. 100
9. La festa di Barbi